# San Mamés de Campos
San Mamés de Campos település Spanyolországban, Palencia tartományban. San Mamés de Campos Carrión de los Condes, Valde-Ucieza, Villasarracino, Villaherreros, Arconada és Villalcázar de Sirga községekkel határos. Lakosainak száma 49 fő (2024).

## Népesség
A település népessége az elmúlt években az alábbi módon változott:
| Lakosok száma | 103  | 90   | 77   | 69   | 65   | 58   | 53   | 52   | 43   | 49   |
|               | 2001 | 2004 | 2007 | 2009 | 2012 | 2014 | 2017 | 2019 | 2022 | 2024 |